# Động đất Đại Lý 2021
Một trận động đất mạnh 6,1 độ Richter đã cảy ra cách thành phố Đại Lý, Vân Nam 28 km về phía tây bắc vào ngày 21 tháng 5 ở độ sâu 10,0 km. Ba người đã được xác nhận đã chết, trong khi 27 người khác bị thương. Trận động đất hiện được giới truyền thông Trung Quốc gọi là trận động đất 5,21 hoặc trận động đất năm 2021 ở Yangbi.

## Bối cảnh kiến tạo
Vân Nam nằm ở ranh giới phía đông nam của cao nguyên Tây Tạng, nơi có các đứt gãy trượt dốc tạo ra sự quay của lớp vỏ do sự biến dạng do va chạm Ấn Độ - Châu Á trên dãy Himalaya.  Sự hiện diện của các đứt gãy hoạt động khiến khu vực này dễ xảy ra các trận động đất từ vừa đến lớn.  Các sự kiện lớn ở tỉnh Vân Nam đã xảy ra vào các năm 1833, 1974, 1976, 1988 và 2014.
Các đứt gãy hoạt động gần nhất ở thành phố Đại Lý là đứt gãy Xiaojiang và đứt gãy sông Hồng. Đới đứt gãy Sông Hồng gây ra hai trận động đất chết người vào năm 1925 gần Đại Lý và một trận khác vào năm 1970 ở huyện Thông Hải.